# Spielpädagogik
Die Spielpädagogik ist eine Fachdisziplin der Spielwissenschaft. Die Erkenntnisse der Unterdisziplinen Spieldidaktik und Spielmethodik haben sich vor allem in der Schulpädagogik, der Sozialpädagogik und im Bereich der Sozialarbeit niedergeschlagen. Sie bilden eigene Bereiche, die mit nahezu allen Sparten der Pädagogik kooperieren können. Spielpädagogische Zielsetzungen und Methoden finden sich auch in der Erlebnispädagogik, der Kulturpädagogik, der Jugendarbeit und der Sonderpädagogik. Die Theaterpädagogik bildet eine Unterkategorie der Spielpädagogik, die besonders das Medium Theaterspiel (auch darstellendes Spiel) in den Blick nimmt. Spielpädagogik steht im Schnittpunkt der drei großen gesellschaftlichen Aufgaben Bildung, Kulturarbeit und Jugendarbeit.
Die spielpädagogische Arbeit ist in erster Linie auf Kinder und Jugendliche ausgerichtet. Sie hat sich aber auch im Bereich der Altenhilfe, der Erwachsenenbildung und im wirtschaftlichen Bereich, beispielsweise beim Motivationstraining und der Personalentwicklung, etabliert.

## Entstehungsgeschichte der Spielpädagogik
Spiel war von jeher ein wichtiges Element in der Kulturgeschichte der Menschen. Bereits in der Antike, etwa bei Platon, wurde über die Erziehung mittels des Spiels nachgedacht. Im europäischen Mittelalter entstanden Spielesammlungen, die den Bestand der Zeit in schriftlicher (z. B. Rabelais) oder bildlicher Weise (z. B. Brueghel) festhielten. Das erste Spielbuch in Europa verfasste Alfons X., König von Kastilien, im 13. Jahrhundert. Mit Comenius beginnt bereits 1658 die didaktische Aufbereitung des Spielguts für die Kindererziehung.
Als erste Spielpädagogen der Neuzeit gelten die Philanthropen. Im Zuge und mit dem Schwung der Aufklärung (1720–1785) gründete Johann Bernhard Basedow in Dessau das erste Philanthropinum. Mit fortschrittlichen Pädagogen wie Trapp, Salzmann, Fröbel oder Pestalozzi entstanden Privatschulen und eine moderne Kinder- und Jugenderziehung, in der das Spielen einen herausragenden Platz einnahm. Guts Muths verfasste ein Spielbuch, das neben einer Sammlung erziehungsförderlicher Spiele auch didaktische Reflexionen und methodische Hinweise enthielt. Auch Jahn muss mit seinen sogenannten „Turnspielen“, die er methodisch und organisatorisch aufbereitete, in seinen Büchern festhielt und auf der Hasenheide vor den Toren Berlins praktizierte, als Wegbereiter der Spielpädagogik gelten.
Bald setzten sich auch bedeutende Gelehrte wie Friedrich Schiller oder der Soziologe Johan Huizinga mit dem Phänomen Spiel und dem „Homo ludens“ (Huizinga), dem spielenden Menschen, erziehungswissenschaftlich auseinander. Die Sinnfrage des Spielens und die Bedeutung des Spiels für die menschliche Entwicklung und Erziehung beschäftigt seither ununterbrochen die Wissenschaft.
Eine Intensivierung des Spielgedanken in der Erziehung erfolgte noch einmal im Rahmen der Reformpädagogik Anfang des 20. Jahrhunderts und (im Rückgriff auf diese Bestrebungen) bei der pädagogischen Neuorientierung nach 1945. Die Reformpädagogin Maria Montessori bereicherte die Spielpädagogik besonders durch von ihr wissenschaftlich erarbeitete Spielmittel für behinderte und nicht behinderte Kinder. Auch in der freien und öffentlichen Jugendbildung nahm die Methode ‚Spiel’ in der Nachkriegszeit eine besondere Bedeutung ein. Die zunehmende Professionalisierung der sozialen Arbeit rückte die Spielpädagogik auch hier stärker in den Fokus. Sie wurde als therapeutische Möglichkeit (Spieltherapie) innerhalb der sozialen Arbeit erkannt und gefördert.

## Spielbewegungen
Um die Wende zum 20. Jahrhundert etablierte sich eine erste große internationale Spielbewegung. Sie entstand in den angelsächsischen Ländern aus dem Sportgedanken, der sich zunehmend gegen die konkurrierende deutsche Turnbewegung und die skandinavische Gymnastikbewegung durchsetzte. Sie propagierte die Prinzipien Wettkampf und Leistung und strebte den Gesundheitswert durch das Spielen im Freien an. Das bis heute sichtbarste Produkt dieser Bewegung ist eine Vielzahl sogenannter Sportspiele.
In Verbindung mit einer Wiederentdeckung der Natur und des Gemeinschaftslebens im Freien fanden zur gleichen Zeit auch die Wandervogelbewegung und die Pfadfinderbewegung zu Spielformen, die eine genuine Jugendkultur begleiteten, welche über ihre führenden Vertreter in die Reformpädagogik mündete.
In den 1970er Jahren kam erneut eine einflussreiche Spielbewegung aus den USA nach Europa, die unter der Bezeichnung New-Games-Bewegung bekannt wurde und sich sehr schnell ausbreitete. Sie entwickelte sich als Gegenbewegung zu der ersten, auf Kampf, Konkurrenz und Leistung ausgerichteten Bewegung und wandelte die spielpädagogische Praxis in Richtung eines weniger auf Konkurrenz als auf Kooperation ausgerichteten Spielens. Es entstand eine Flut von Spielesammlungen. Der Einfluss dieser Bewegung wurde, von den Medien stark forciert, vor allem im außerschulischen Bereich und bei Großveranstaltungen sichtbar. Sie befruchtete aber auch die soziale Arbeit, der sie neue Impulse gab. Es entstanden zahlreiche Initiativen in Form von Gruppenspielen, Spielfesten und mobilen Spielaktionen. Der Schwerpunkt des Spielinteresses verlagerte sich auf die Kooperation und Kreativität, auf das Spielen mit natürlichen Materialien, auf das Selberfinden von Spielformen und Spielregeln. Alltagswelt und Umwelt der Kinder wurden vermehrt zur Spiellandschaft und zum Lernraum. Das Spielen wurde in einem erweiterten Sinnfeld neu gesehen und definiert. Das ganzheitliche Spielen wurde wiederentdeckt.
Aus dieser Trendrichtung entstanden zahlreiche weitere Initiativen wie die Eltern/Kind-Spielbewegung unter der Betreuung von Hebammen, in Krabbelstuben und in Gemeindezentren. Es entwickelte sich eine Pausenhofbewegung, die das Pausenspiel in Schulen und Betrieben förderte. Es wurde die bundesweite Aktion „Bewegte Schule“ aus der Taufe gehoben, die das Spielen unter wissenschaftlicher Begleitung vermehrt im Schulunterricht verankerte.
Seit etwa 1995 wurde eine kreativ-schöpferische Spielpädagogik unter der Bezeichnung Playing Arts entwickelt. Diese setzt ganz auf das freie Gestaltungsspiel und ist eine gute Möglichkeit das Eigene zu entfalten.

## Öffentliche Wirkung der Spielpädagogik
Großveranstaltungen mit Volksfestcharakter haben – begleitet von einer hohen Medienaufmerksamkeit – das Spielen wieder populär und auch für weniger auf Leistung ausgerichtete Bevölkerungskreise attraktiv gemacht. „Der Einsatz von Spielmobilen, Spielaktionen oder Spielhäusern nutzt das Spiel als genuine kulturelle Tätigkeit von Kindern und Jugendlichen.“ Er hat mit dazu beigetragen, das Spielen in seiner Vielfalt wiederzuentdecken, das Bewusstsein geschärft, dass es neben den Sportspielen und den klassischen Spielformen wie den Ball- und Brettspielen auch Gruppen- und Kommunikationsspiele, Konzentrations- und Interaktionsspiele, Wahrnehmungs- und Rollenspiele gibt, die es zu entdecken lohnt. Unter kulturpädagogischen Aspekten liegt in der praktischen Arbeit ein Schwerpunkt auf Kurzzeitprojekten, in denen mehr Wert auf den Prozess des Spielens gelegt wird als auf das Endprodukt.

## Zitate
- „Spielpädagogik ist als selbstständiges Spezialgebiet der Pädagogik gerade vielleicht 25 Jahre alt.“ Ulrich Baer 1995
- „In der Spielpädagogik herrschte schon immer Skepsis gegenüber naiven Vorstellungen, wonach beim Spielen von Regelspielen soziale Einstellungen und Fähigkeiten verstärkt würden.“ (Einsiedler, Das Spiel der Kinder, S. 133)
- „Die Spielpädagogik benutzt das Spielen gern zur Entspannung und emotionalen Entlastung nach anstrengenden Konzentrationsphasen.“ (Warwitz, Vom Sinn des Spielens, S. 10)
- „Auch die Spielpädagogik muß, um überhaupt Pädagogik zu sein, über das bloße Gewähren-Lassen der kindlichen Natur hinausgehen.“ (Hans Scheuerl, Das Spiel, S. 199)